# Christoph Leich

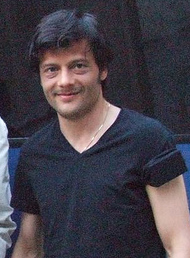
Christoph Leich (2006)

Christoph Leich ist ein deutscher Schlagzeuger. Er ist vor allem bekannt als ehemaliger (1991–2018) Schlagzeuger der Hamburger Band Die Sterne. Bis 1991 war er Schlagzeuger der dann aufgelösten Band Kolossale Jugend. Davor hat er mit der Hamburger Band Geckos ein Album und eine Single veröffentlicht.

## Biografie
Bei den Aufnahmen zu dem 2003er-Album Das Weltall ist zu weit der Sterne entstand das Lied Das gerechte Brett, welches keinen Platz auf dem Album fand. Leich gründete dann das Label Materie Records und veröffentlichte das Sterne-Lied auf 7". Es folgten Alben von Pascal Fuhlbrügge und Richard von der Schulenburg.
Im September 2006 eröffnete Christoph Leich zusammen mit Tim Hespen in Leipzig das „Seemannsglück“, eine Mischung aus Café und Plattenladen. Tim Hespen stieg allerdings nach einem halben Jahr wieder aus.
Des Weiteren hat Christoph Leich 1998 mit Frank Spilker, dem Sänger und Gitarristen der Sterne, den Soundtrack zum Fernsehfilm Dunckel von Lars Kraume produziert.
2018 verließ er zusammen mit Gründungsmitglied Thomas Wenzel die Sterne, die in der Folge nur noch aus Frank Spilker und wechselnden Gastmusikern bestehen.